# Марли (дворец во Франции)
Марли (Marly) — дворцово-парковый комплекс в окрестностях Парижа (коммуна Марли-ле-Руа), построенный в 1679-84 гг. по заказу Людовика XIV архитектором Жюлем Ардуэн-Мансаром как приватная, камерная альтернатива Версалю. Дворец снесён в 1806 году.

## История
В 1676 году Людовик XIV купил землю Marly-le-Châtel на возвышении между Версалем и Сеной. В то время домен представлял собой лесистую местность с множеством родников и обильной дичью. Место было расположено относительно недалеко от Версаля, но в то же время на достаточном удалении, чтобы король мог чувствовать там себя в уединении от шумного двора.
Король заказал архитектору Ардуэн-Мансару «небольшой дворец», строительство началось в 1679 году. Постройка включала в себя королевский дворец, расположенный на главной оси холма, а также 12 квадратных павильонов поменьше, стоявших ровными линиями по обе стороны от оси симметрии. Эта конфигурация должна была отображать символизм Короля-Солнца, окружённого двенадцатью планетами — обиталищами двенадцати божеств, каждое из которых ассоциировалось с одним из 12 месяцев.

## Дворец
Дворцовый комплекс состоял из небольших павильонов, которые стояли друг против друга посреди регулярного парка, а между ними протекал канал. Самый большой павильон принадлежал королю, королеве и чете герцогов Орлеанских. Поблизости находилось уникальное для своего времени инженерное сооружение — «машина Марли», которая качала воду из Сены для версальских фонтанов. По рассказам герцога Сен-Симона, в Марли допускали лишь самых близких к королю придворных; быть приглашённым сюда считалось большой честью.

## Парк
В парке Марли было устроено несколько садов в разных стилях.
В центре парка аллея, спускавшаяся с верхнего сада «Рекой» (фр. Rivière), длинной серией водопадов, и закруглявшаяся за центральным павильоном. От фасада центрального павильона «Река» спускалась далее, на каждом уровне спуска был устроен пруд: «Пучок» (фр. Gerbes), «Большой пруд» (фр. Grande pièce), «Скатерть» (фр. Nappe). Далее «Река» выходила на террасу, нависающую над «Водопоем» (фр. Abbreuvoir), находящимся уже за оградой дворца. По обе стороны от «Реки» было обустроено множество небольших лужаек, фонтанов и прудов, «Природный водопад» (фр. cascade rustique), аллеи, чащи, секретные комнаты и т. п.

### Скульптуры основной оси
Вдоль «Реки» были выставлены статуи, несущие политический подтекст. Скульптурный ансамбль был создан в достаточно краткие сроки (1697—1702) непосредственно перед войной за испанское наследство.
На самом верху «Реки» стояла статуя аллегорий Сены и Марны, внизу — статуи Нептуна и Амфитриты. Все они были выполнены Антуаном Куазво в 1706 году с идеей подчеркнуть размах французского королевства, а также мощь его короля — владыки рек и морей. Мужская фигура Сены контрастируем с женской фигурой Марны, точно так же, как мощный Нептун — с изящной Амфитритой.
- «Сена»
- «Марна»
- «Нептун»
- «Амфитрита»

### Скульптуры у пруда возле замка
Тема рек используется и в скульптурах возле пруда у замка: «Сена и Марна» Никола Кусту, «Луара и Луаре» Корнеля ван Клев, а также ещё несколько не сохранившихся во время революции статуй французских рек. Эти статуи были выполнены в 1707 году.
В 1715 году иконографию рек пополнили копии римской статуи «Тибр» и ватиканской статуи «Нил» — статую вскоре были перевезены в Тюильри, где они и находятся до сих пор.
- «Сена и Марна», Сена
- «Сена и Марна», Марна
- «Луара и Луаре»
- «Тибр»
- «Нил»

### Два Пегаса
На краю оси, смотрящей на замок, прямо над «Водопоем», в 1702 году были установлены две громадные статуи пегасов работы Куазво. Они выражают идею королевской славы (несмотря на то, что у каждой статуи есть имя, скульптурная группа носит своё название — «Слава короля», фр. la Renommée du roi): справа — Меркурий, античный бог торговли, слева — Фама, богиня славы. Оппозиция двух скульптур достаточно чёткая: спокойный Меркурий, приносящий плоды мира, покровитель искусств и коммерции — и воинственная Фама, дающая смелость войскам, объявляющая о грядущих войнах и победах. Данная скульптурная композиция однозначно отсылает к незадолго до того подписанному Рейсвейкскому мирному договору, завершившему долгий период войн стареющего короля.
Каждая статуя выполнена из цельного блока каррарского мрамора целиком, даже такие тонкие элементы, как труба богини славы. Специальная экспедиция была отправлена в Каррару для поисков блоков нужного размера и идеального качества. Куазво гордился своими произведениями, в особенности скоростью их выполнения: на каждую из скульптур он нанёс надпись «Обе статуи выполнены за два года» (фр. Les deux groupes ont été faits en deux ans).
Первоначальный план предусматривал создание ещё четырёх скульптурных групп, соответствовавших временам года: «Весна» (Зефир и Флора), «Лето» (Вертумн и Помона), «Осень» (Бахус и Ариадна) и «Зима» (Аполлон и Дафна). Тема времён года очень популярна в искусстве эпохи Людовика XIV (зал Сезонов, апартаменты Анны Австрийской и галерея Аполлона в Лувре; бассейны времён года в Версале), но эти скульптуры так и не были выполнены.
- «Меркурий на пегасе»
- «Слава на пегасе»

### Скульптуры стихий
В 1709—1710 годах для Марли была выполнена целая серия относительно малых скульптур, предназначенных для установки недалеко от «Природного водопада». На самом верху располагались Флора и Наяда, ниже располагались ещё 6 статуй, по две друг напротив друга относительно водопада. До наших дней сохранились четыре статуи из этого ансамбля: «Флора» Фремена, «Помона» Баруа, «Воздух» Бертрана (его же «Вода», стоявшая напротив «Воздуха», не сохранилась) и «Вертумн» Слодтца (его же «Пан» не сохранился) — первые три статуи находятся в коллекции Лувра, последняя — в здании Национального собрания Франции.
Статуи воспевали природу, стихию, естественную красоту и божественное создание. Похоже, что цикл статуй не был завершён: не хватает как минимум «Земли» и «Огня», а также не до конца идентифицированы панданы к «Флоре» и «Пану» — скорее всего, на их месте должны были быть «Зефир» и «Сиринга». Возможно, художественное производство Марли было приостановлено из-за невозможности достать мрамор в погрязшей в экономическом кризисе Франции; кризисе, приведшем в частности к большому голоду 1709 года.
- «Флора»

### Лесные духи
В нижней части «Реки» находятся две скульптурные группы работы Никола Кусту (1703—1710 годы) и Антуана Куазво (1706—1710) — это единственные скульптуры парка Марли, возвратившиеся на своё первоначальное место. В настоящее время в парке находятся копии статуй, оригиналы помещены в музей-променад Марли. Шесть статуй расположены симметрично относительно «Реки», по три с каждой стороны.
Первая группа изображает лесной концерт: фавн играет на флейте, немного обернувшись к двум женским фигурам: гамадриаде (нимфе дуба), поднёсшей руку к уху, чтобы лучше слышать музыку, и Флоре, приготовившейся украсить музыканта гирляндой из цветов. Маленький сатир, стоящий за фавном, прижимает палец к губам, как бы призывая слушателей к тишине.
Вторая группа посвящена охоте. В центре композиции находится мужской персонаж, он отдыхает, рядом с ним — охотничья собака. Мужчина смотрит на двух нимф-охотниц, несущих колчан и стрелы. Все три фигуры как бы крутятся вокруг самих себя, создавая ощущение движения.
- «Фавн с флейтой»
- «Маленький сатир»
- «Охотник на отдыхе»

### Скульптуры прудов парка
Два, а затем четыре пруда были вырыты по обе стороны от центрального павильона. В прудах плавали карпы. Как и в Версале, в центре каждого бассейна были устроены миниатюрные островки, на которых установили свинцовые скульптуры водных нимф: Амфитриты и Аретусы.
Позже пруды изменили, свинцовые статуи переделали в мраморе и поставили их в треугольные пруды парка. А для прудов с карпами были изготовлены новые скульптуры. Первой установили копию античной «Аталанты» из королевской коллекции, иллюстрирующей миф, описанный в «Метаморфозах» Овидия. Затем Гийому Кусту заказали парную «Аталанте» статую её мужа Гиппомена.
Успех скульптур двух бегунов был настолько велик, что король заказал Кусту ещё одну пару скульптур для другого пруда с карпами, на этот раз иллюстрацию другого мифа из «Метаморфоз»: история Дафны и Аполлона.
Все четыре «бегущие» статуи находятся сейчас в Лувре, в зале Марли.
- «Аталанта»
- «Гиппомен»
- «Аполлон»
- «Дафна»

### Диана и её компаньонки
Самой первой в парке Марли установили статую Дианы-охотницы. Её в 1694 году заказал король Ансельму Фламену (фр. Anselme Flamen), статую установили в центре одного из фонтанов парка. В 1697 году последовал второй заказ, и Фламен делает первую спутницу Дианы, но вскоре её перевозят в Версаль, где она и находится по сей день.
В 1710 году цикл Дианы решают продолжить, сделав заказы на новые статуи нимф-спутниц богини десяти скульпторам нового поколения, работавшим в то время над скульптурами Версальского парка. Стиль новых статуй отличается от строгого классицизма Куазво и Жирардона — он более динамичный и изящный, отмечен изобретательностью и исключительным качеством исполнения. Не все из этих статуй были в итоге установлены в Марли, частично они были расставлены по другим королевским резиденциям. Из сохранившихся до наших дней статуй нимф три хранятся в Лувре: статуя Фремена, статуя Фламена, а также статуя Мазьера
Ещё одна статуя спутницы Дианы была изготовлена Пультье, но в итоге она была установлена не в саду Марли, а в Больбеке, откуда уже в 2000-х годах передана на хранение в Лувр.
Цикл Дианы продолжился и при Регенстве.
- «Диана» Фламена
- «Спутница Дианы» Фламена
- «Спутница Дианы» Фремена
- «Спутница Дианы» Мазьера

### Античные статуи парка
Помимо современных парку скульптур, там были установены и античные статуи, зачастую «отреставрированные», что по терминологии того времени могло обозначать изготовление утерянных голов, рук и т. п. «Реставрация» поручалась лучшим скульпторам того времени, в частности Жирардону.
Наряду с оригиналами в парке были выставлены и копии античных статуй — ещё с момента постройки Фонтенбло при Франциске I техника копии античных статуй была популярна при французском дворе. На основе античных оригиналов отливали также и бронзовые копии — например, в парке стояла статуя Адониса, отлитая Келлером, оригинал которой с тех пор был утерян.
В 1696 году в укромных уголках парка (так называемые «зелёные комнаты»,фр. salles vertes, позволявшие уединиться места парка, окружённые практически со всех сторон растительностью) устанавливают пять статуй и множество каменных ваз — до нас сохранились три вазы и несколько копий:
- Фоджини по заказу Людовика XIV. Дикий кабан. Реплика античной скульптуры из Ватикана, использованная для фонтана во Флоренции, иронично названного «Порчеллино» (поросёнок)
- Ф. Баруа. «Задрапированная Каллипига». Переработка скульптуры из Неаполя. Французская академия в Риме
- Ф. Манье. «Борцы». Реплика скульптуры из галереи Уффици, Флоренция
- «Фавн с козлёнком», копия Лепотр?! с античного оригинала из коллекции шведской королевы Кристины

- И. Б. Келлер. «Адонис»
- Дж. Б. Фоджини «Дикий кабан»
- Ф. Баруа «Задрапированная Каллипига»
- Ф. Манье «Борцы Уффици»
- П. Лепотр. «Фавн с козлёнком». Копия с античного оригинала

### Скульптуры маньеристов
В верхней части парка находилось несколько крупных бронзовых скульптур маньеристов: «Геракл, сражающийся с гидрой» из дворца в Рюэйе, «Меркурий и Психея» Адриана де Вриса (долгое время эта скульптура приписывалась Джамболонье). Обе эти скульптуры сейчас находятся в галерее Микеланджело в Лувре.
В Лувре же находятся и скульптуры французских маньеристов, ранее находившиеся в Марли: «Дидона» Коше и «Дети с козой» Саразена. Последняя скульптура установлена на мраморном столе, ножки которого увиты виноградными лозами. В парке Марли она находилась в центре «детской площади» (фр. place des enfants), рассказывающей истории из детства Бахуса.
- «Геракл, сражающийся с гидрой»
- «Меркурий и Психея»
- «Дидона»
- «Дети с козой»

### Кони Марли
После смерти Людовика XIV его правнук и наследник Людовик XV решил хотя бы частично восстановить скульптурный ансамбль парка, опустошённого во времена Регентства. Он заказал Гийому Кусту Старшему две скульптурных группы для украшения бассейна «Водопой Марли» (l' abreuvoir de Marly) — места, где некогда стояли две скульптуры: «Меркурий верхом на Пегасе» (Mercure à Cheval sur Pégase) и "Слава верхом на Пегасе (La Renommée à Cheval sur Pégase) работы скульптора Людовика XIV Антуана Куазево. Модели Кусту были утверждены королем в 1743 году и установлены в Марли в 1745 году. Во время революции, в 1794 году, живописец Ж. Л. Давид распорядился перевезти «Коней Марли» в Париж и установить их симметрично у въезда на Елисейские поля (со стороны современной Площади Согласия. В настоящее время на площади находятся копии, а оригиналы хранятся в Лувре.

## Упадок
После смерти Людовика XIV его преемники редко удостаивали Марли своим посещением, ссылаясь на неудачное его расположение на северном склоне холма. Канал был засыпан уже в 1728 году. К концу XVIII века дворец пришёл в такое запустение, что его продали капиталисту, который пытался наладить здесь производство текстиля. После его банкротства дворец был снесён. Только во 2-й половине XIX века любители старины, среди которых были драматурги Сарду и Дюма-сын, приобрели наделы в Марли и взялись за расчистку заросшего сада.

## Музей-променад
Парк Марли в настоящее время охраняется государством. В нём открыт музей-променад.
Скульптуры из парка, сохранившиеся до наших дней, выставлены в Лувре, в особом дворике Марли.

## Влияние в культуре
Интимной резиденции Людовика XIV подражали во многих странах Европы. Например, Пётр I рядом с Большим Петергофским дворцом повелел выстроить миниатюрный, уютный дворец Марли.